# Klusek (Gostynin)
Klusek ist ein Dorf in Polen in der Woiwodschaft Masowien im Powiat Gostyniński in der Landgemeinde Gostynin.

## Geographie
Das Dorf liegt am Ufer der linken Skrwa, einem Zufluss der Weichsel, und grenzt im Westen unmittelbar an den Landschaftsschutzpark von Gostynin und Włocławek. Vor der Dorfgründung war die gesamte Ortschaft bewaldet. Im Zuge der Siedlungstätigkeit wurden weite Teile des Ortes gerodet. Dies trifft insbesondere für die östlich der Dorfstraße gelegenen Felder zu. In direkter Nähe befinden sich der Białe-See sowie der Lucieńer See.

## Ortsname
Die wahrscheinlich erste, erhaltene Erwähnung des Ortsnamens findet sich im Taufbuch der katholischen Pfarre St. Martin (parafia św. Marcina) in Gostynin und ist auf den 5. November 1794 als Klosek datiert. Der Name geht laut dem polnischen Historiker Leszek Zugaj auf ein nicht näher bestimmtes Lehmvorkommen im Ort zurück. Ferner der Ortsname deutschen Ursprungs ist, ließe sich eine Herkunft vom deutschen Wort Klause (niederdeutsch Kluus, abgelegener, einsamer Ort) vermuten. Mindestens für das Jahr 1803 ist die Ortsbezeichnung Klusek bereits auf einer vom deutschen Architekten David Gilly erstellten Karte Südpreußens belegt. In den Jahren von 1837 bis 1839 taucht in den Taufbüchern der katholischen Pfarre St. Martin (parafia św. Marcina) in Gostynin in vier Fällen erneut die Schreibweise Klosek auf.
Das Słownik Geograficzny Królewstwa Polskiego (Geographisches Wörterbuch des Königreichs Polen) aus dem Jahre 1882 bezeichnet den Ort als Biały Klusek (Weißes Klusek). Möglicherweise ist dies auf das Nachbardorf Białe beziehungsweise den an beide Dörfer liegende Bialer See zurückzuführen. Kurz vor der Jahrhundertwende wird der Ortsname in umgekehrter Reihenfolge als Klusek Biały geführt. Er taucht in dieser Schreibweise ebenfalls in polnischen Ortsverzeichnissen des Zwischenkriegszeit auf.
Noch das 1939 vor dem Zweiten Weltkrieg von der Publikationsstelle Berlin-Dahlem erstellte Verzeichnis der Ortschaften mit deutscher Bevölkerung auf dem Gebiete des polnischen Staates führt den Ort als Klusek Biały.
Heutzutage wird der Ortsname in allen offiziellen Dokumenten ohne Namenszusatz Biały geführt.

## Geschichte
Die Ortschaft war bereits während der Steinzeit bewohnt. Im Jahr 1998 wurden bei Ausgrabungen in Klusek Überreste eines 9 × 15 m großen Gehöfts sowie Alltagsgegenstände aus der Steinzeit entdeckt.
Die Gründung des Dorfes geht wahrscheinlich auf deutsche Siedler pommerscher Herkunft um die Wende zwischen dem 18. und dem 19. Jahrhundert zurück. Das bei seiner Entstehung noch vollständig mit Wald bedeckte Klusek wurde von den deutschen Siedlern urbar gemacht und zu Ackerland kultiviert. Bereits in den ersten Jahren siedelten sich ebenfalls Polen in Klusek an.
Obschon das genaue Gründungsdatum bisher unbekannt ist, lässt die Siedlungsform als Straßendorf vermuten, dass es sich um eine nach 1793 erfolgte Dorfgründung handelte, als das Umland in der Dritten Polnischen Teilung als Südpreußen an Preußen fiel. Diese Hypothese wird gestützt durch die Tatsache, dass der Ort in den Pfarrbüchern der katholischen Pfarre St. Martin in Gostynin 1794 erstmals erwähnt wird.
Nach dem Frieden von Tilsit 1807 gehörte Klusek gemeinsam mit dem gesamten Landkreis Gostynin zum Herzogtum Warschau. Jedoch bereits nach acht Jahren änderte sich nach dem Wiener Kongress erneut die staatliche Zugehörigkeit zu Gunsten des Russischen Kaiserreiches.
Die mehrheitlich deutsche Bevölkerung war fast ausnahmslos lutherischen Bekenntnisses. Dies erklärt, warum sich in den katholischen Taufbüchern kaum deutsche Nachnamen finden. Nur vereinzelt sind polonisierte deutsche Ortsnamen erkennbar. Zunächst gab es in der näheren Umgebung keine Kirchengemeinde. Die nächste evangelische Gemeinde war seit 1804 in einem ehemaligen Dominikaner-Kloster im ca. 25 km entfernten Plotzk untergebracht. Erst zwei Jahrzehnte später entstand 1825 eine evangelische Kirchengemeinde in der Ruine der Gostyniner Burg (10 km von Klusek entfernt). Diese lutherische Gemeinde bestand bis 1945. Die polnische Bevölkerung war (und ist es bis heute) überwiegend katholischen Glaubens. Klusek gehörte zur katholischen Pfarre St. Martin in Gostynin, die bereits seit dem 14. Jahrhundert bestand. Seit dem 17. Jahrhundert findet sich im Nachbardorf Białe eine kleine dem Heiligen Josef geweihte Kirche. Die zweieinhalb Kilometer entfernte Kirche diente somit auch den katholischen Bewohnern als Gotteshaus. Erst 1987 entstand im Nachbardorf Lucień eine eigene Pfarre zu der auch Klusek zugehörig ist.
Klusek blieb als Teil Kongresspolens bis zum Ersten Weltkrieg zu Russland zugehörig. Am Abend des 16. November 1914 wurde Klusek durch eine eigentlich dem XXV. Reserve-Korps angehörende und während des Kampfes dem I. Reserve-Korps unterstellte Einheit unter dem Kommando von Major Schmid im Zuge der Schlacht um Lodsch eingenommen. Diese hatte in der Nacht zuvor ihr Quartier im an der Weichsel gelegenen Dąb Wielki (dt. Groß Dembe) bezogen und stieß nun im Verlauf des Tages durch die Wälder auf die Ortschaft Klusek zu, um von dort Teile des bei Zakącie und Stanozenta (beide Orte existieren seit 1945 nicht mehr) gelegenen 7. Sibirische Korps zurückzuschlagen. Die in Berichten lediglich als Abteilung Schmid bezeichnete Einheit stellte die äußerste Spitze des linken Flügels der 9. Armee dar und bestand aus zwei Bataillonen, einer Viertel Schwadron sowie einer Batterie, die an diesem Tag allesamt durch Klusek zogen.
Am 12. November 1918 endete die deutsche Besatzung vor Ort und die Ortschaft wurde Teil des neuen, unabhängigen polnischen Staates.
Am 16. September 1939 erreichte die Wehrmacht Klusek und das Umland. Am 29. Januar 1940 wurde Klusek wie der gesamte Landkreis Gostynin Teil des Reichsgaus Wartheland und damit an das Deutsche Reich angeschlossen. Bereits im Dezember 1939 ernannten die deutschen Besatzer den in Klusek wohnhaften deutschstämmigen Müller Hajn zum Bürgermeister von Gostynin. Klusek wurde in der zweiten Januarhälfte des Jahres 1945 von Truppen der Roten Armee erobert. Seit 1945 gehört Klusek wieder zum polnischen Staat.

## Politik
Von 1867 bis 1954 gehörte das Dorf zur Gemeinde Nowy Duninów, von 1954 bis 1961 zur Gromada Białe, von 1961 bis 1972 zur Gromada Lucień. Seit der Gemeindereform des Jahres 1973 ist es Teil der Gemeinde Gostynin. Klusek wird im Gemeinderat gemeinsam mit den Ortschaften Kazimierzów, Choinek, Miałkówek und Budy Lucieńskie vertreten.
Ortsvorsteher (Schulzenamt) ist seit 2018 die Parteilose Zuzanna Baranowska-Lemmen. Sie wurde im Frühjahr 2019 mit über neunzig Prozent der Stimmen für eine volle Amtszeit (bis 2024) bestätigt und zählt zu den jüngsten Amtsinhabern in ganz Polen.
Zum Sołectwa (Schulzenamt) gehören ebenfalls die historisch eigenständigen, mittlerweile aber mit dem Dorf verwachsenen Ortschaften Ruda (nordwestlich von Klusek) und Murowanka-Leśniczówka (südöstlich von Klusek).
Das Dorf beherbergt zwei Vereine (Stowarzyszenie Aktywnych Kobiet Kluska, Koło Gospodyń Wiejskich "Działamy Razem" w Klusku). Beide Vereine organisieren über das Jahr verteilt mehrere Volksfeste und tragen zu einem aktiven Dorfleben bei.

## Demographie
Für die erste Hälfte des 19. Jahrhunderts können kaum Angaben zur Bevölkerungszahl gemacht werden. Es wird angenommen, dass es sich bei den ersten Siedlern um Deutsche pommerischer Herkunft handelt, die abwärts der Weichsel von polnischen Lokatoren angeworben wurden. Aus katholischen Taufbücher lässt sich entnehmen, dass Klusek bereits um die Jahrhundert wende von einigen polnischen Familien bewohnt war. In der Mitte der 1850er Jahre begann unter den deutschen Siedlern eine Auswanderungswelle nach Wolhynien, die ungefähr bis in Mitte der 1880er Jahre anhielt. Gehemmt wurde der Abzug alleine durch die Folgen Januaraufstand 1863/1864. Durch den Rückgang der deutschstämmigen Bevölkerung nahm der Anteil der polnischen Familien im Lauf der 19. Jahrhunderts in Klusek immer mehr zu.
Für das Jahr 1882 ist eine Bevölkerungszahl von 247 Einwohnern (in 22 Häusern) belegt. Ein Bevölkerungsrückgang hielt auch in den folgenden Jahrzehnten an. Im Jahre 1921 lebten in Klusek nur noch 190 Einwohner (in 30 Häusern). Darunter waren 81 (protestantische) Deutsche. Bis zum Ausbruch des Zweiten Weltkrieges lag die Zahl deutscher und polnischer Dorfbewohner ungefähr gleich hoch. Vielfach kam es zu Mischehen zwischen Deutschen und Polen. Im Zuge der Flucht und Vertreibung Deutscher aus Mittel- und Osteuropa 1945–1950 verließen alle deutschstämmigen Bewohner das Dorf. Seit 2018 ist erneut ein Deutscher in Klusek wohnhaft, der zugleich der einzige EU-Ausländer in der gesamten Gemeinde Gostynin ist. Die aktuelle Bevölkerungszahl wird mit etwa 170 Personen beziffert. Es gibt im Dorf einen leichten Überschuss an Männern (51,8 %). Der Anteil der Kinder unter Jugendlichen betrug im Jahre 2011 knapp 22 %, der Anteil der Rentner 24 %.

## Trivia
Am 7. Juli 2003 starb Roman Andrzejewski, Bischof von Leslau (Wrocławek), während eines Urlaubs in Klusek.
Im Jahr 2008 wurde der Film Der Kalmus von Andrzej Wajda zum Teil auf dem Białe-See bei Klusek gedreht.